# Растровая фотография
Ра́стровая фотогра́фия — вся совокупность способов, устройств и материалов, предназначенных для получения стереоскопических изображений, основанных на использовании линзово-растровых фотоматериалов и лентикулярных растровых линз.

## Принцип

### Съёмка
При растровой фотографии два (или более) объектива образуют на поверхности фотоматериала изображения, образующие стереопару. Находящиеся в непосредственной близости от эмульсионного слоя линзы оптического растра (обычно имеющие регулярную структуру) создают находящиеся в непосредственной близости друг от друга элементы двух изображений.

### Рассматривание
Стереоэффект с иллюзией объёма получается при рассматривании позитивного изображения, полученного с помощью оптического растра, двумя глазами через тот же растр, при условии, что угол между линиями зрения глаз наблюдателя близок по величине к углу между направлениями на съёмочные объективы (от фотоматериала).